# Lac Kotkozero
Le lac Kotkozero (Ко́ткозеро en russe ; Kotkatjärvi en finnois) est un lac dans le sud de la république de Carélie (Russie) situé dans le raïon d'Olonets. 

## Description
Son bassin est d'origine glacio-tectonique.
Il s'étend du nord au sud et possède trois îlots d'une surface totale de 0,1 km². 
Il mesure 6,8 × 1,2 km pour une surface de 4,9 km2. Sa profondeur extrême est de 30 mètres et sa profondeur moyenne de 11,2 mètres.
Ses rives sont élevées, de pierre et de sable.
Son affluent principal est la rivière Kanzozerka (elle se jette dans le lac à l'est provenant du lac Kanzozero). La rivière Boïeranoïa s'y jette au nord-est. Son flux passe par la rivière Pekki jusqu'au lac Villalskoïe et plus loin jusqu'à l'Olonka. La surface inférieure est recouverte de limon gris-vert.
La végétation aquatique supérieure est représentée par la prêle.
La faune du lac est représentée par le corégone, le brochet, la perche, le gardon, la brème, la grémille, la lotte.